# كريس تروتر
كريس تروتر هو سياسي نيوزيلندي، ولد في 1956. نشط حزبياً في حزب العمال النيوزيلندي.